# Burg Frauenberg (Erbendorf)
Die abgegangene Burg Frauenberg befand sich in dem gleichnamigen Gemeindeteil Frauenberg (Obergrötschenreuth) der Oberpfälzer Stadt Erbendorf im Landkreis Tirschenreuth.

## Geschichte
Die Veste auf dem Frauenberg wurde erst Ende des 15. Jahrhunderts erbaut. 1481 verkaufte Paul von Streitberg seine Güter zu Frauenberg an seinen Schwager Nikolaus (Claus) Pfreimder von Bruck. Dieser versprach, dort einen Ansitz zu errichten und diesen dem pfälzischen Lehensherrn als Lehen aufzutragen. 1488 wurde er mit Frauenberg belehnt und 1499 errichtete er die versprochene Burg. Diese soll dann im Landshuter Erbfolgekrieg zerstört worden sein, wobei die Belege dafür aber  fehlen. 1510 wurde Hans Pfreimder von Bruck erneut mit Frauenberg belehnt. Dies wurde 1525 nochmals in einem Pfälzer Lehensbrief festgehalten. Als Nächster erhielt Adam von Trautenberg zu Siegritz diese Festung. Nach seinem Tod († 1556) war Jörg von Trautenberg der Besitzer. Erbstreitigkeiten unter seinen Schwestern nach seinem Tod († 1557) führten 1559 zu einem Verkauf an Georg Wurmrauscher. Dieser wurde 1563 bis 1599 in dem pfälzischen Landsassenregister genannt. Die Veste scheint damals schon baufällig gewesen zu sein und wurde 1588 als „schafhaus“ bezeichnet. 1599 wurde Johann Casimir Wurmrauscher mit der Veste belehnt, die damals schon eine Ruine gewesen sein muss. 1608 wurde der Besitz an Egid Steinhauser verkauft, der 1609 damit belehnt wurde. Allerdings brach wieder ein Streit um die landesherrliche Zugehörigkeit aus, der so beendet wurde, dass Frauenberg und Grötschenreuth als pfälzische Lehen angesehen wurden. 1611 ließ Egid Steinhauser Schloss Grötschenreuth als neuen Wohnsitz errichten. Auf diesen folgtr Hans Friedrich Steinhauser, dieser verkaufte sein Gut 1646 an Johann Paul Weikmann zu Siegritz. In der Verkaufsurkunde heißt es, dass die Veste Frauenberg seit der Zerstörung durch die Schweden während des Dreißigjährigen Krieges 1634 öde liege und niemand darauf wohnen könne. Weikmann wollte das Gut wieder aufbauen, dies unterblieb aber.

## Lokalisierung
Es wird angenommen, dass die Veste westlich des Dorfes am Frauen- oder Schlossberg lag. 1969 sollen dort noch Mauerreste zu sehen gewesen sein, die aber durch eine nachfolgende Aufforstung verschwanden. Von der Veste zu Frauenberg ist nichts mehr erhalten. 